# Cihuatlán
Cihuatlán est un village et municipalité de l'État de Jalisco au Mexique.

## Étymologie
Le nom Cihuatlán est issu d'un mot en náhuatl qui signifie Lieu ou abondent les femmes. Il se compose de deux mots nahuatl : Zihua femme, et tlán lieu. Quand Hernán Cortés envoie au Roi d'Espagne des renseignements, il se rapporte à Cihuatlán comme une île des femmes.

## Histoire
Cihuatlán fut fondée sur les rives du Marabasco : 500 femmes et 20 hommes y habitaient. La première expédition des Espagnols sur la zone côtière de Jalisco eut lieu en 1523, menée par Gonzalo de Sandoval. Dans la région ils se trouvent des hiéroglyphes et des objets archéologiques, par exemple, un singe en terre cuite et deux colliers de perles métalliques, trouvés en Sayulita.
Les établissements plus importants se localisent en Cihuatlán, San Patricio et Barra de Navidad, le dernier était une scène d'un événement historique, car de cette place partait une expédition que conquérait Les Îles Philippines en 1565 ; le juif Juan Pablo Carrión montait en Barra de Navidad les 4 bateaux en 1564 partaient vers Philippines, en emmenant comme pilote majeur au grand marine Andrés de Urdaneta et à son pays Miguel López de Legaspi comme capitain général.
Le chantier naval s'est démantelé en 1564.

## Description géographique
Cihuatlán se trouve au sud-ouest de l'état sous la coordonnée géographique 19°08’50" et 19°22’30" de latitude nord et 104°04’00" a los 104°42’30" de longitude ouest à une altitude de 13 mètres.

## Économie
25,82 % de la population travaille dans le secteur primaire, le 16,96 % dans le secteur secondaire et le 53,97 % dans le tertiaire, le restant ne se spécifie pas. Le 33,11 % de la population est économiquement active. Les principales activités économiques sont : agriculture, élevage et services.
- Agriculture : maïs, sorgho, haricot, riz, melon d'eau, tamarin, tomate, avocat, corossol, citron, mangue, papaye, banane, chile verde et coco.
- Élevage: bovin, porcin, équin, caprin, ovin et oiseaux de basse-cour.
- Services: touristiques, financiers, techniques, sociaux, personnels et de maintenance.

## Villages du municipalité
Les villages suivantes sont les plus importants dans la municipalité. Les renseignements de population sont de l'an 2000.
- Cihuatlán 15 697 habitants
- Melaque 6 379 habitants
- Barra de Navidad 3 386 habitants
- Jaluco 2 182 habitants
- Emiliano Zapata 1 589 habitants

## Fêtes
civiles
- Ferias Taurinas. du 22 avril au 5 mai.
- Fiestas populares. du 24 avril au 4 mai.

religieuses
- Fiesta en honor de San Patricio de Melaque. 17 mars.
- Fiesta en honor de la Santa Cruz. 3 mai.